# Cornelis Vreeswijk
Cornelis Vreeswijk (svenska: [kɔr'neːlɪs 'vreːsviːk] ( lyssna), [kɔrneːlɪs freːsʋɛik] ( lyssna)), född 8 augusti 1937 i Ĳmuiden i Velsen, Nederländerna, död 12 november 1987 i Katarina församling, Stockholm, var en nederländsk-svensk trubadur, kompositör, poet och skådespelare främst verksam i Sverige. Här blev han en folkkär vissångare och räknas i Sverige som en av landets största trubadurer.
Vreeswijk växte upp i Nederländerna men när han var tolv år flyttade han med familjen till Sverige. Han slog igenom i Sverige på 1960-talet som vissångare, låtskrivare och skådespelare och var sedan produktiv fram till sin död. Utöver sina egna kompositioner gjorde han tolkningar av bland andra Carl Michael Bellman, Victor Jara, Povel Ramel, Evert Taube och Lars Forssell. Vreeswijk gav många konserter och levde ett hårt turnéliv och även hans privatliv var periodvis stormigt. Trots sin stora popularitet i Sverige blev Vreeswijk aldrig svensk medborgare.

## Biografi

### Uppväxt
Vreeswijk föddes i hamnstaden Ĳmuiden i Nederländerna. Hans far Jacob Vreeswijk var åkeriägare med taxi- och lastbilar; hans mor hette Jeanne. Han hade tre yngre systrar, Marianne (född 1939), Ida (född 1943) och Tonny (född 1952 i Sverige). Vreeswijk har själv beskrivit sin uppväxt som idyllisk fram till Nazitysklands ockupation av Nederländerna 1940. Familjen hade det innan dess ganska gott ställt, något som förändrades under kriget och ockupationen. Fadern fick sina bilar konfiskerade och åkerirörelsen stannade därför av.
1949 gjorde fadern en resa till Sverige och då han kom tillbaka ville han flytta dit med sin familj, vilket också skedde i november 1950 då familjen flyttade till Ekerö. Fadern fick arbete som bilmekaniker i Stockholm och Vreeswijk började i Sundby skola men flyttades snart över till Träkvista folkskola. Trots att han från början inte kunde ett enda ord svenska klarade han skolan bra. Han gick in hårt för att på egen hand lära sig det nya språket och har berättat att serietidningen Fantomen var en av hans främsta lärokällor, men han läste även svensk prosa och poesi.
Efter examen vid Sankt Görans samrealskola i Stockholm gick Vreeswijk till sjöss som maskinbefälselev men mönstrade av efter fyra månader. Han arbetade därefter som kontorselev, fabriksarbetare och lantmätarassistent (pinnpojke) på Lidingö, dit familjen flyttat. Det var under denna tid han lärde sig spela gitarr och han började skriva egna sånger, främst för att roa sina vänner. Han köpte sin första gitarr år 1953 och hörde Georges Brassens på Radio Luxembourg. Vreeswijks önskan var att bli journalist men hans betyg räckte inte för att komma in på Journalistinstitutet. Dock kunde den som ville bli journalist först utbilda sig till socionom, varför han började på Socialinstitutet. Under en kort anställning som mentalskötare på Beckomberga sjukhus träffade Vreeswijk Ingalill Rehnberg. De gifte sig 1962 och två år senare föddes sonen Jack.
Vreeswijks föräldrar och systrarna Marianne och Tonny återflyttade 1961 till Nederländerna, medan han själv och systern Ida, senare gift Leuhusen, stannade i Sverige.

### Genombrottet under 1960-talet
1960 hade Vreeswijk sin första spelning som han gjorde efter att hans vän Leif Samuelsson vädjat till sina föräldrar att Vreeswijk skulle få spela i Frälsningsarméns lokaler på Södermalm. 1962 fick Vreeswijk dikten Den förtrollade telefonen publicerad i Dagens Nyheter och han började nu också uppträda på bland annat studentevenemang med sina egna sånger. Han blev bekant med andra vissångare, såsom Torgny Björk och Fred Åkerström, och fick framträda på Vispråmen Storken i Stockholm. I december 1963 bad Åkerström Anders Burman, grundare av och producent på skivbolaget Metronome, att få sjunga in några av Vreeswijks visor. Burman blev inte imponerad men Ulf Peder Olrog såg nederländarens begåvning och övertygade Anders Burman. Resultatet blev att Vreeswijk själv fick sjunga in egna sånger och på försommaren 1964 kom hans första LP ut på Metronome, Ballader och oförskämdheter. Den första pressningens 500 exemplar såldes snabbt slut och skivan blev året därpå guldskiva. Hösten 1964 gjorde Vreeswijk, Åkerström och Ann-Louise Hanson tillsammans med gitarristen Nils Hellmark en omfattande Sverigeturné. En av konserterna i Stockholm (4 december 1964) spelades in och gavs ut på skivan Visor och oförskämdheter.

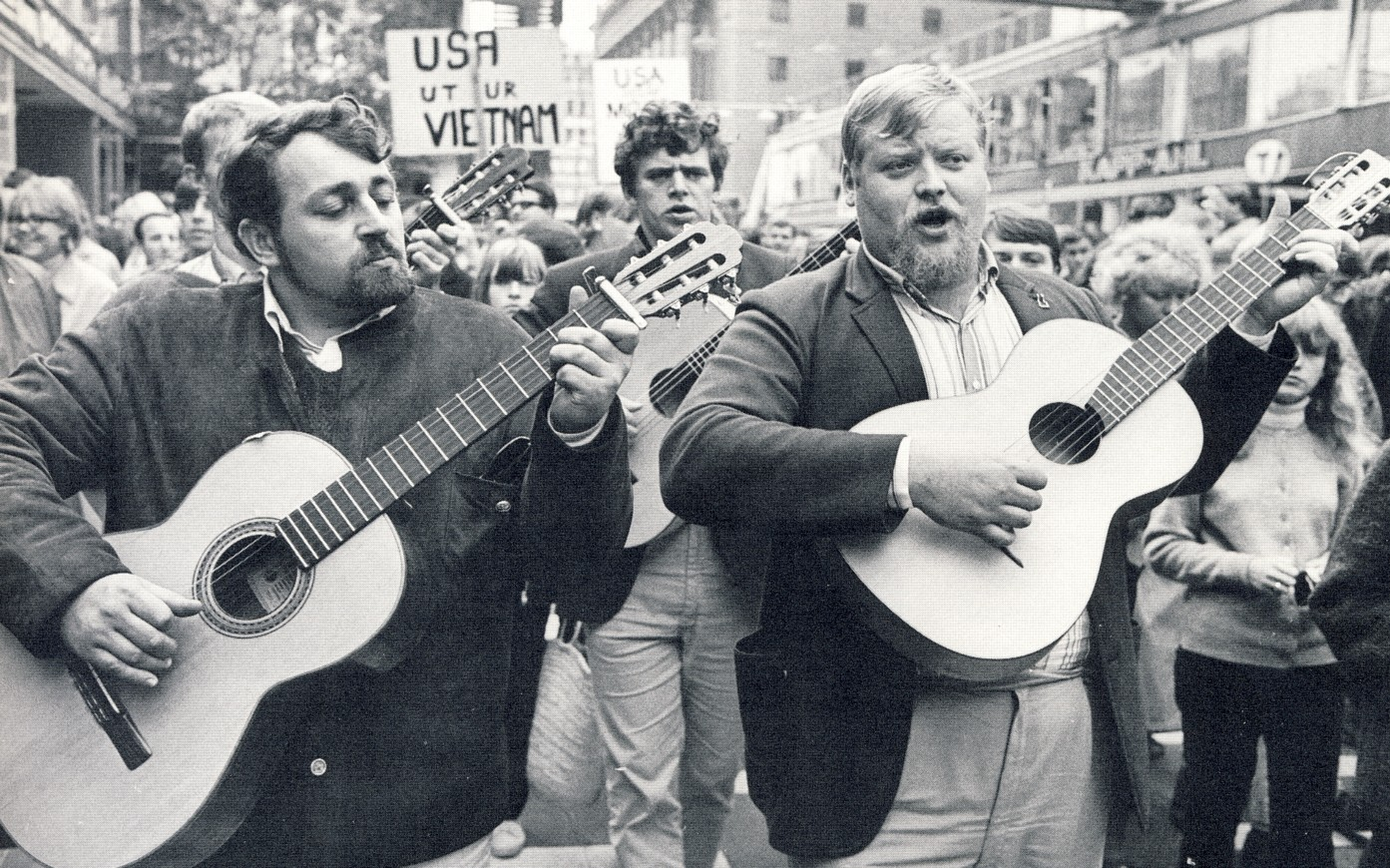
Från vänster: Cornelis Vreeswijk, Fred Åkerström (mitten) och Gösta "Skepparen" Cervin på Vietnamdemonstration på Hötorget i Stockholm den 28 augusti 1965.

 1965 fortsatte med revyspel i Göteborg och Stockholm och Vreeswijk skrev schlagerlåtar till andra artister, bland andra Per Myrberg, Siw Malmkvist och Anna-Lena Löfgren. Han skrev också visor som sjöngs in av bland andra Monica Zetterlund. Detta år utkom också hans andra egna LP, Ballader och grimascher. Han gav ett flertal konserter samt hade en mindre roll i filmen Salta gubbar och sextanter (senare omdöpt till Hej du glada sommar!).
År 1965 var Vreeswijk etablerad inom nöjesbranschen med bland annat två melodier på Svensktoppen,  "I natt jag drömde" och "Brev från kolonien". 1966 skrev Sveriges Radios ledning en intern instruktion där det påbjöds att hans visor skulle ”spelas med stor urskillning”; dock förbjöds de inte helt ("dödskallemärkning") från att spelas i Sveriges Radio. Vreeswijk lämnade då upphovsrättsorganisationen Stim och förbjöd Sveriges Radio att överhuvudtaget spela hans visor. Protesten blev dock alltför kostsam och han drog tillbaka sitt förbud senare samma år. Detta år utgavs även LP:n Grimascher och telegram där han samarbetade med jazzpianisten Jan Johansson.
Sommaren 1967 sjönk den husbåt vid Årstaviken som Vreeswijk använde som bostad och då försvann många vistexter och ett filmmanus han arbetade på. Samma år hade han en stor roll som kocken i filmen Svarta palmkronor, regisserad av Lars-Magnus Lindgren och inspelad under fyra månader i Rio de Janeiro i Brasilien. Här kom Vreeswijk i kontakt med samba, vilket påverkade hans skapande.
År 1968 skilde sig makarna Vreeswijk och samma år sjöng han för första gången på Visfestivalen i Västervik, dit han skulle återkomma vid en rad tillfällen. Detta år utgavs också LP:n Tio vackra visor och Personliga Person som bär tydliga spår av vistelsen i Brasilien, inte minst i "Deirdres samba".
Åren 1968–1969 spelade Vreeswijk teater i Helsingborg och Malmö och turnerade med Östen Warnerbring. Hösten 1969 utkom LP:n Cornelis sjunger Taube, mycket uppmärksammad för hans okonventionella tolkningar som gjorde skivan till en stor framgång hos kritiker och skivköpare. Några av hans egna visor användes samma år i Vilgot Sjömans film Ni ljuger.

### 1970-talet

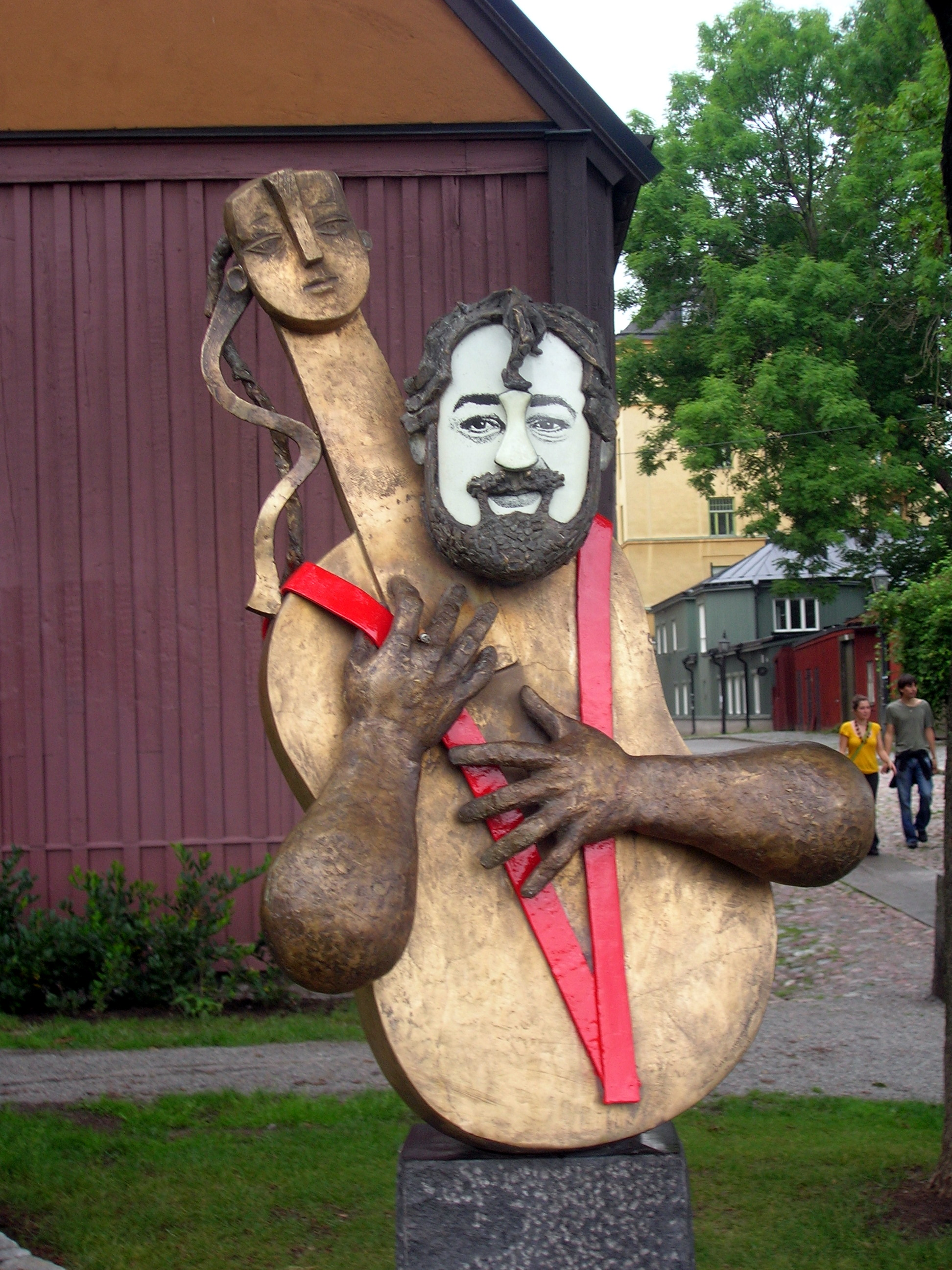
En skulptur föreställande Cornelis Vreeswijk som står i Cornelisparken i Stockholm.

År 1970 kom Vreeswijks första diktsamling, En handfull gräs, som togs emot väl av recensenterna. Samma år gjorde han en turné i folkparkerna tillsammans med popgruppen Made in Sweden, där Jojje Wadenius, Bosse Häggström och Tommy Borgudd ingick. Tillsammans med Made in Sweden och Björn J:son Lindh inspelades under hösten dubbel-LP:n Poem, ballader och lite blues. Vreeswijk gjorde sedan en krogshow på Hamburger Börs i Stockholm tillsammans med Ernst-Hugo Järegård och Östen Warnerbring – Lyckohjulet eller Var ska jag hänga min hatt i natt. Den resulterade även i en LP. 1970 gifte han sig med Bim Warne.
Året därpå flyttade de nyblivna makarna Vreeswijk till Skåne då Vreeswijk behövde komma bort från det hektiska festandet i Stockholm. Han bytte också skivbolag och slöt ett avtal med det nederländska bolaget Philips (Phonogram). Bakgrunden till bytet var hans oförmåga att handskas med pengar. Han hade drabbats av skönstaxeringar och utmätningsbeslut från Kronofogdemyndigheten, varför konsertarrangörer och skivbolag beordrades att innehålla hans gager tills skatteskulden var reglerad. Han tjänade bra med pengar under denna tid men gjorde av med ännu mer. Hans första LP för Philips blev Spring mot Ulla, spring!, med tretton av Bellmans Fredmans epistlar, i personlig tolkning. Denna skiva sålde mycket bra. Samma år hamnade Vreeswijk på förstaplatsen på Svensktoppen med En fattig trubadur med text av Arne Pärson och tonsatt av Alvar Kraft.
I samband med ett framträdande i Söderhamn 1971 fick Vreeswijk höra Monica Törnell sjunga. Han såg till att hon fick skivkontrakt hos Philips/Phonogram och började också turnera med henne och Björn J:son Lindh. År 1972 utgav han skivan Visor, svarta och röda, på vilken han tolkade Lars Forssell och sjöng duetten "Jenny Jansson (Jenny Jenkins)" tillsammans med Törnell. Han uppträdde under detta år också i Melodifestivalen med sången "Önskar du mig, så önskar jag dig". Åren 1972–1974 bodde Vreeswijk och hans hustru delvis i Nederländerna och Frankrike och han uppträdde endast enstaka gånger i Sverige. Han gjorde turnéer i Danmark, Norge, Nederländerna, Belgien, Luxemburg och Frankrike och planen var att slå igenom utomlands där han skulle lanseras som artist. Han översatte en del av sina visor till nederländska och fick framgång med sångerna "De nozem en de non" ("Raggaren och nunnan") och "Veronica". 1973 gjordes LP:n Istället för vykort som utkom på Yrkestrubadurernas förenings skivbolag.
Sommaren 1974 inspelades filmen Rännstensungar där Vreeswijk hade en av huvudrollerna men även skrev några av sångerna i filmen. Samma år kom LP:n Getinghonung och han gjorde en enmansshow i Stockholm på krogen Stockholms Börsen. Han gjorde också ett framträdande i Västervik där festivalpubliken inte fått höra honom sedan 1971.
Åren 1975 och 1976 var olyckliga i Vreeswijks liv. Han och hustrun separerade för att 1977 skilja sig och han hade stora problem med alkohol och narkotiska preparat. Han bodde under denna tid i Köpenhamn. Två skivor påbörjades, Narrgnistor och transkriptioner och Vildhallon, men dessa gavs ut först senare.
1977 utkom ytterligare en skiva med Bellmans sånger och epistlar, Movitz! Movitz!. Jämfört med den tidigare Spring mot Ulla, spring! var tolkningarna mer tidstrogna när Vreeswijk ackompanjerades av musikpedagogen och klassiske gitarristen Ulf G. Åhslund. Båda var mycket nöjda med skivan som blev en kritikerframgång men sålde dåligt. Samma år gjorde han en skiva med tolkningar av den chilenske visdiktaren Víctor Jara i egna översättningar. På hösten sattes en krogshow upp på Bacchi Wapen i Stockholm där Vreeswijk uppträdde tillsammans med Diana Nuñez, Inger Öst och Anita Strandell i konstellationen Tre Damer. Showen turnerade i Sverige och spelades in för visning i TV 1978.

### De sista åren
Vreeswijk gifte om sig med Anita Strandell i början av 1979. Bröllopsresan gick till Brasilien och dess konstnärliga resultat blev skivan Om Deirdre, där hustrun sjunger hans visor och sambaöversättningar och han själv är sammanhållande berättare. Från samma period är LP:n Bananer – bland annat. 1980 kom LP:n En spjutkastares visor med Vreeswijks bearbetningar av material av  Tapio Rautavaara och två skivor med tolkningar av Povel Ramels sånger. 1981 utkom en skiva med eget material, Hommager och pamfletter, ett år Vreeswijk också turnerade mycket i Sverige. 1982 gav han ut en LP i Nederländerna, Strandell och Vreeswijk separerade men skildes först i november 1987. Gitarristen Conny Söderlund och kontrabasisten Ove Gustafsson var vid denna tid hans ständiga medmusikanter.
Nu inleddes ytterligare en besvärlig period i Vreeswijks liv. Han turnerade mycket utanför Sverige och 1983 genomförde han en hungerstrejk i avsikt att få ordning på sina skatteproblem. Efter medling av statsminister Olof Palme nåddes en uppgörelse med kronofogden. Vreeswijk levde nu ett kringflackande turnéliv och uppträdde för det mesta ensam; han bodde under denna period i Köpenhamn. Under hösten och vintern 1984 spelade han in en ny LP i Tromsø i Nordnorge, Mannen som älskade träd, med nyskrivet material. 1985 fick han diagnosen diabetes och förbjöds att dricka alkohol samt rekommenderades att gå ner i vikt. Han uppträdde bland annat på visfestivalerna i Vaxholm och Västervik och i rollen som Pontius Pilatus i en uppsättning av Jesus Christ Superstar i Stockholm. Under perioden blev Vreeswijk sjuk och kunde endast medverka i sex föreställningar och ersattes av Nicke Wagemyr.
På nyårsafton 1985 framträdde Vreeswijk som hemlig gäst vid en nyårskonsert med Ulf Lundell på Johanneshovs Isstadion i Stockholm, som direktsändes i tv. Vreeswijk sjöng här sin bluestolkning av Bellmans Fredmans epistel nummer 81, Märk hur vår skugga, vilket ledde till ovationer. Detta blev en nytändning för  Vreeswijk som insåg att han fortfarande hade en ung publik.
Den 12 december 1986 visades Agneta Brunius TV-film Balladen om den flygande holländaren om Vreeswijks liv och konstnärskap. Den har senare repriserats vid flera tillfällen.

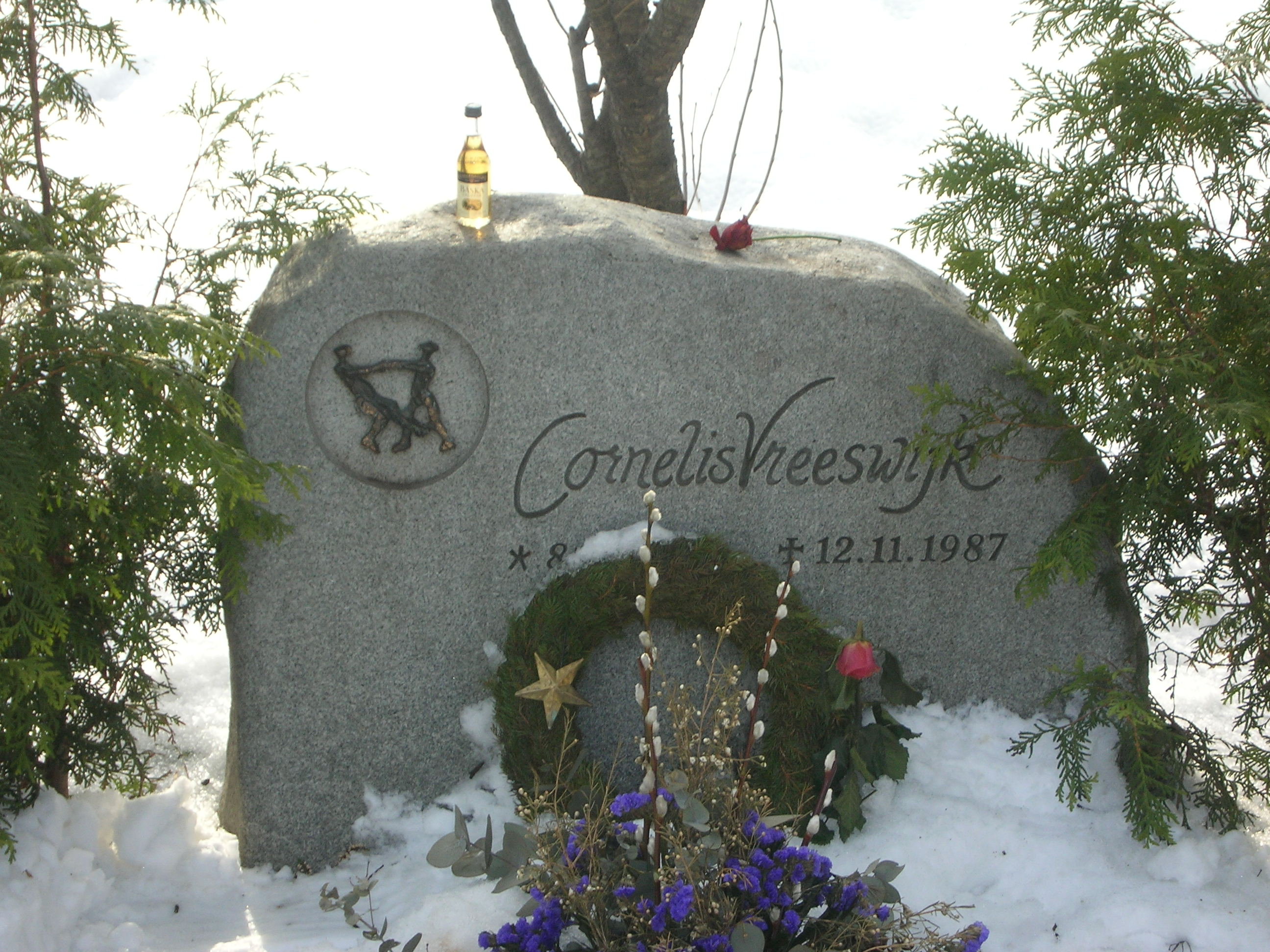
Vreeswijks gravsten vid Katarina kyrka.

År 1986 kom skivan I elfte timmen. Den innehöll hans klassiska vismaterial i rockiga 1980-talsarrangemang och med unga musiker. Det var ett försök från Vreeswijks vän och producent Silas Bäckström att finna en ny publik åt honom och det lyckades; skivan, som kom ut både som LP och CD, blev en försäljningsframgång. Vreeswijk tilldelades Nils Ferlin-Sällskapets trubadurpris 1987 och han medverkade samma år på albumet Eldorado. Äventyret fortsätter... där han bland annat sjöng Peter R. Ericsons låt "Sommarkort (En stund på jorden)". Sången och tolkningen blev populär och gavs ut som singel året efter hans död.
Sommaren samma år gjorde Vreeswijk bejublade framträdanden vid Roskildefestivalen och Visfestivalen i Västervik. Året därpå skrev musikjournalisten Oscar Hedlund: ”Aldrig har jag hört Cornelis bättre, än i Västervik sommaren 1987, ruinen skalv av hans kraft och vemod. Han var sjuk, urgröpt, men blicken var märgens stadig. Det fanns ett slags stilla högtidlighet över honom.”
Förutom diabetesen hade Vreeswijk även drabbats av levercancer; trots detta genomförde han turnéer och spelningar. Hans sista spelning var på Flustret i Uppsala den 7 september 1987. Under september och oktober 1987 spelade han in sin sista skiva Till Fatumeh – rapport från de osaligas ängder. Texterna från skivan ingår även i den sista diktsamlingen med samma namn. Vreeswijk hann dagarna före sin bortgång se boken i tryckt skick. Skivan utkom dock postumt.
Vreeswijk avled den 12 november 1987 på Södersjukhuset av levercancer. Begravningsgudstjänsten, som TV-sändes, ägde rum i Katarina kyrka med Lennart Koskinen som officiant och han gravsattes på Katarina kyrkogård bredvid 1600-talspoeten Lars Wivallius.

## Vreeswijk som person

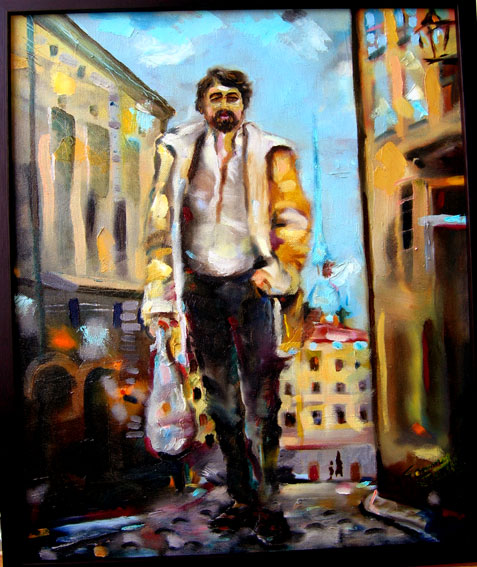
Porträtt av Cornelis Vreeswijk målat av den svenska konstnären Tommy Tallstig.

Vreeswijks första hustru Ingalill Rehnberg menar att han var oerhört skör. När han stod på scen eller i en inspelningsstudio hade han full kontroll, men i övriga livet hade han dåligt självförtroende. Han var ibland skygg och om det uppstod konflikt ville han ofta undvika konfrontation. Men det kunde lika gärna ta formen av ett raseriutbrott. Hans andra hustru Bim Warne har beskrivit honom som generös. De bosatte sig i Vismarlöv nära Klågerup i Skåne och där trivdes han till en början. Familjelivet innebar dock ingen konstnärlig nytändning utan det verkar som om han behövde motgångar och besvär för att komma till sin rätt som konstnär. Både Rehnberg och Warne har berättat om hans svartsjuka som kunde ta sig psykotiska uttryck.

### Ekonomiska problem
Hösten 1969 var Vreeswijks skatteskulder så stora, 125 000 kronor, att han hotades med konkurs. Han gick med på en avbetalningsplan men i december 1972 hade skulderna i stället ökat till 425 000 kronor.
I valrörelsen 1982 framträdde Vreeswijk på socialdemokraternas valmöten. När gaget, 190 000 kronor plus omkostnader kom, visade det sig att hela beloppet gått till kronofogden. Han inledde därför en hungerstrejk. På dess andra dag gjorde statsminister Palme en uppgörelse med kronofogdemyndigheten där Vreeswijk, som nu var skyldig nära 1,5 miljoner kronor, lovade att betala 10 000 kronor i månaden. Uppgörelsen höll endast i några månader och han slutade betala då han ansåg att Skattemyndighetens skönstaxering var för hög. Han flyttade hösten 1983 till Köpenhamn, eftersom han ansåg sig ha yrkesförbud i Sverige. När hans skönstaxerade inkomst sänktes med en halv miljon av Skattemyndigheten återvände han sommaren 1984 till Sverige för en turné. Åren därpå kunde han betala tillbaka mindre belopp av sina skulder, tillräckligt för att visa sin goda vilja. Vid sin död 1987 hade han dock fortfarande 700 000 kronor i skulder.

### Rattonykterhet och misshandel
Vreeswijk dömdes flera gånger till fängelse eller liknande. I maj 1967 dömdes han till två månaders fängelse för rattonykterhet och olovlig körning. Under fängelsetiden på hösten samma år vid fångkolonin Bogesund rymde han vid ett tillfälle. I maj 1975 dömdes Vreeswijk till en månads fängelse för misshandel och olaga hot. Brotten begicks efter att han den 17 januari samma år hade bjudit in Berit och Eva till sin lägenhet. När han blev varse att de var transfeminina personer hotade han dem med en kökskniv och en av dem blev knivskuren. Detta skildras i låten Balladen om hurusom Don Quijote gick på en blåsning. I november 1975 dömdes han till två månaders fängelse efter ett krogslagsmål med författaren Arvid Rundberg då denne anklagat Vreeswijk för att ha vänt arbetarrörelsen och socialismen ryggen och sålt ut sig till kapitalisterna.

## Vreeswijk som skivartist
Fred Åkerström, som hade skivkontrakt med Metronome, föreslog material av Vreeswijk till sin andra skiva. Eftersom det inte fanns några demotejper tog Åkerström med sig Vreeswijk till Metronomes inspelningsstudio i Stockholm. Ägaren Anders Burman fick höra Vreeswijk framföra sina egna låtar och ville ge ut dem, men framförda av honom själv. 1964 utgav därför Metronome Vreeswijks första LP Ballader och oförskämdheter och 1966 Grimascher och telegram, där han ackompanjerades av jazzpianisten Jan Johanssons trio. Skivan innehåller låtar som "Ångbåtsblues", "Jag hade en gång en båt", "Telegram för fullmånen" samt "Balladen om herr Fredrik Åkare och den söta fröken Cecilia Lind". 1968 spelades sambaskivan Tio vackra visor och Personliga Person in, en skiva som har kallats ”juvelen i hans krona”. På skivan ackompanjeras han av gitarristen Rune Gustafsson, basisten Sture Nordin och congaspelaren Sabu Martinez.
Vreeswijk var kvar hos Metronome fram till 1971 (han återvände dock till Metronome sex år senare för att spela in sitt album Cornelis sjunger Victor Jara - Rätten till eget liv, trots sitt kontrakt med Philips Records). Han ogillade att skivbolaget drog av pengar från hans inkomster för att betala preliminärskatt. Vreeswijk hade också inkomster från Stim och Sami och de pengarna utbetalades utan avdragen skatt. Resultatet blev att inkomsterna från Metronome gick direkt till restskatt. När Metronome inte ville ge Vreeswijk 50 000 kronor som han behövde i handpenning till ett hus i Skåne sade han upp kontraktet. Han kontaktade Boo Kintorp, chef för skivbolaget Philips-Sonora, och snart skrevs kontrakt mot ett förskott på 50 000 kronor kontant. Philips hade också möjlighet att lansera honom i Nederländerna vilket var en fördel för den ekonomiskt ansatte Vreeswijk.  Den första skivan hos Philips blev Spring mot Ulla, spring! Cornelis sjunger Bellman med arrangemang av Björn J:son Lindh. Den skivan sålde snabbt 50 000 exemplar. Under de fyra första Grammisgalorna tog Vreeswijk hem sammanlagt fem priser: årets vissångare 1969, årets kompositör - text och musik 1969, årets produktion av visa eller folkmusik 1970, årets populärproduktion med manlig sångartist 1971 samt årets populärartist 1972. År 1974 kom albumet Linnéas fina visor; Linnéa var hans dåvarande hustrus andranamn. För Philips gjorde Vreeswijk en skiva om året fram till 1978, bland annat en skiva där han tolkar Lars Forssell, Visor, svarta och röda.
Trots kontraktet med Philips spelade Vreeswijk 1973 in en skiva för Yrkestrubadurernas Förening, Istället för vykort. Detta var egentligen kontraktsbrott men Philips lät det passera då texterna var lite väl politiska för bolagets smak. Philips intresse för Vreeswijk hade dessutom avtagit på grund av hans opålitlighet och dalande försäljning. Vreeswijks ansträngda ekonomi gjorde att han istället valde små skivbolag som kunde ge honom förskott kontant istället för att dra av hans allt större skulder för restskatt. De sista tio åren av sitt liv spelade han in totalt sjutton LP-skivor på fjorton bolag i fem länder.
1986 innebar en artistisk nytändning för Vreeswijk. Hans vän Silas Bäckström gav ut skivan I elfte timmen på egna bolaget Skivbolaget eftersom de stora skivbolagen var ointresserade. Vreeswijks diabetes gjorde honom sjuk och den sista skivan Till Fatumeh spelades in när han var intagen på Södersjukhuset. Han var då så sjuk att han bara orkade spela in två timmar om dagen. Inspelningen var klar den 28 oktober 1987, två veckor före hans död. Vreeswijk visste att hans hälsa var dålig men han var övertygad om att skivan skulle sälja bra och tio dagar innan han dog fick han ett förskott på 200 000 kronor som han bland annat använde till handpenningen till en ny båt. Till Fatumeh släpptes sedan två veckor efter hans död.

## Karriären i Nederländerna
1966 blev Vreeswijk bjuden till Nederländerna av tv-kanalen Vara. Han hade översatt några av sina svenska låtar och dessutom skrivit nya låtar på nederländska. Skälmvisan "De nozem en de non" gavs ut som singel utan att bli någon framgång. När Vreeswijk några år senare bytte skivbolag till Philips hoppades han att Philips skulle kunna göra ett nytt försök att lansera honom i Nederländerna. 1972 kom hans första nederländska album, Cornelis Vreeswijk, som blev en stor succé och sålde 100 000 exemplar. Sommaren samma år hamnade han på topplistan när reklamradiokanalen Veronica började spela en av hans låtar med samma namn. Under hösten kunde han också genomföra en lyckad turné i landet.
Vreeswijks andra skiva i hemlandet, Leven en laten leven, blev dock ingen framgång och ej heller den tredje, Liedjes voor de Pijpendraaier en mijn Zoetelief. Orsaken syns till en del ha varit att hans modersmål inte hade hållit jämna steg med hans utveckling på svenska och ibland kunde låta något ur tiden, men viktigare var säkert att Nederländerna saknade en vistradition som kan jämföras med den svenska. Hos nederländska Philips blev Vreeswijk indelad i ett schlagerstall där han aldrig skulle känna sig hemma och inte nådde den publik han ville ha. Mycket av hans nederländska verk låter som om det kom till snarare för att han behövde pengar än för att han kände någon konstnärlig motivation.
Efter ett par misslyckade försök till en omstart, med översättningar av Jim Croce och Víctor Jara, tröttnade Philips och Vreeswijks karriär i Nederländerna verkade vara över. 1982 lyckades dock en nederländsk vän i Sverige övertyga honom att göra ännu ett försök. Resultatet blev albumet Ballades van de gewapende bedelaar, som av någon har kallats hans bästa. Trots detta kan skivan betraktas som delvis misslyckad, med flera låtar som är mer fyllnadsmaterial än uttryck för talang. Språket sviker honom, bäst är han med översättningar av Bellman och Dan Anderssons "En spelmans jordafärd". Även om Vreeswijks karriär i Nederländerna alltså inte kan jämföras med hans svenska finns det sedan år 2000 ett nederländskt Cornelis Vreeswijksällskap, och det ges med jämna mellanrum ut CD-samlingar med hans nederländskspråkiga verk.

## Vreeswijks musik och diktarskap
Vreeswijk hade tagit starka intryck av fransk chanson, amerikansk blues och nederländska lyssnarsånger, som var längre visor framförda i en folklig tradition med en berättande text. Han inspirerades av musiker som Josh White, Leadbelly och Georges Brassens. Efter att ha hört Brassens insåg Vreeswijk att han själv skulle kunna skriva egna visor. Sina utländska förebilder smälte han samman med svensk vistradition och litterära impulser från författare som Gunnar Ekelöf och Aksel Sandemose i en stor och unik produktion av låtar och visor. Senare kom även latinamerikansk samba att influera. För den breda publiken blev Vreeswijk först känd för tolkningar av de amerikanska sångerna "I natt jag drömde något som" och "Brev från kolonien" samt den egna,  småfräcka "Hönan Agda".
Vreeswijk blev i Sverige en folkkär vissångare och betraktas ibland som en nationalskald trots att han aldrig blev svensk medborgare. Tilläggas kan att han 1968 ansökte om svenskt medborgarskap men att detta avslogs. 
Typiskt för Vreeswijks visproduktion, liksom Bellmans och Taubes, är de återkommande rollfigurerna – Ann-Katrin/Ann-Katarin, Fredrik Åkare, Polaren Per med flera – en medkänsla med de socialt missanpassade, pacifism och ett språkbruk som blandar starkt vardagliga uttryck och formella fraser (Hönan Agda ”blev blåst på ovansagda”, och visor som Ballad på en soptipp där visans mottagare tilltalas som ”medborgare”).
Vreeswijks persongalleri var en blandning av existerande och fiktiva personer. Ann-Katrin/Ann-Katarin är Vreesvijks sångmö, en motsvarighet till Bellmans Ulla. Förlagan till Fredrik Åkare var en granne till familjen Vreeswijk på Lidingö men fick med tiden låna allt fler drag från hans vän Nisse Gustafsson, ett välkänt original i Gamla stan i Stockholm. Förlagan till Polaren Per sägs vara Pär Hägg, ett original som skrev visor och rörde sig i kretsarna kring Kenta Gustafsson.
Vreeswijk kan sägas ha levt upp till bilden av konstnärsgeniet som brände sitt ljus i båda ändar. Hans privatliv färgades delvis av dessa mörka sidor, med skatteproblem, misshandel och droger som inslag, men som trubadur var han en av sin tids största i Sverige.

## Eftermäle
Vreeswijks royalties samlas i en fond, förvaltad av Stiftelsen Cornelis Vreeswijks minne, som varje år delar ut Cornelis Vreeswijk-stipendiet. 
Flera böcker har skrivits om honom. Den mest omfattande är biografin Ett bluesliv. Berättelsen om Cornelis Vreeswijk (2006) av Klas Gustafson. Cornelis Vreeswijk – artist – vispoet – lyriker (1996) av  Ulf Carlsson är en doktorsavhandling i litteraturvetenskap. Nämnas kan även Cornelis: scener ur en äventyrares liv (2000) av Oscar Hedlund.
År 2000 samlades Vreeswijks vistexter, dikter och prosa i Skrifter I–III. I Psalmer i 2000-talet finns han representerad med sången "Vägen till regnbågen" ("Jag har rest genom världen och ej haft ett mål"), ursprungligen skriven för Tony Granqvist, ledare för trion Jailbird Singers. 
Den 12 november 2010 var det premiär för filmen Cornelis. Inför filminspelningen hade man hittat tidigare outgivet musikmaterial av Vreeswijk som ingår i filmens soundtrack.

## Priser och utmärkelser
- 1969 – Evert Taube-stipendiet
- 1969 – Grammis (”Årets vissångare” och ”Årets kompositör” för Tio vackra visor och Personliga Person samt Hönan Agda)
- 1970 – Spelmannen
- 1970 – Grammis (”Årets produktion av visa eller folkmusik II” för Cornelis sjunger Taube, tillsammans med Kjell Andersson)
- 1971 – Grammis (”Årets populärproduktion med manlig sångartist” för Poem, ballader och lite blues)
- 1972 – Grammis (”Årets populärartist” för Spring mot Ulla, spring! Cornelis sjunger Bellman)
- 1987 – Nils Ferlin-Sällskapets Trubadurpris
- 1987 – Svenska fonogramartistpriset
- 1987 – Grammis (”Årets visa” för Till Fatumeh)
- 1993 – Grammis (”Årets specialutgåva” för Mäster Cees memoarer)
- 2014 – Invald i Swedish Music Hall of Fame

## Diskografi
Vreeswijks diskografi omfattar de skivor som officiellt gavs ut i Sverige och Nederländerna samt skivor som gavs ut efter hans död 1987.

### Album utgivna i Sverige
- 1964 – Ballader och oförskämdheter
- 1965 – Visor och oförskämdheter
- 1965 – Ballader och grimascher
- 1966 – Grimascher och telegram
- 1968 – Tio vackra visor och Personliga Person
- 1969 – Cornelis sjunger Taube
- 1970 – Poem, ballader och lite blues
- 1970 – Östen, Ernst-Hugo & Cornelis på börsen
- 1971 – Spring mot Ulla, spring! Cornelis sjunger Bellman
- 1972 – Cornelis Live
- 1972 – Visor, svarta och röda, Cornelis Vreeswijk sjunger Lars Forssell
- 1973 – I stället för vykort
- 1973 – Linnéas fina visor
- 1974 – Getinghonung
- 1976 – Narrgnistor och transkriptioner
- 1977 – Movitz! Movitz!
- 1978 – Cornelis sjunger Victor Jara
- 1978 – Narrgnistor 2, En halv böj blues och andra ballader
- 1978 – Felicias svenska suite
- 1979 – Vildhallon
- 1979 – Cornelis Live Montmartre/Köpenhamn
- 1979 – Cornelis Vreeswijk & Jazz Incorporated
- 1980 – Turistens klagan
- 1980 – En spjutkastares visor
- 1980 – Bananer – bland annat...
- 1981 – Cornelis sjunger Povel
- 1981 – Hommage till Povel
- 1981 – Hommager & pamfletter
- 1985 – Cornelis bästa
- 1985 – Mannen som älskade träd
- 1986 – I elfte timmen
- 1987 – Till Fatumeh – Rapport från de osaligas ängder....

### Postum utgivning
- 1989 – Cornelis sjunger Cornelis
- 1990 – Cornelis sjunger Bellman och Forssell
- 1993 – Mäster Cees memoarer vol. 1–5
- 1995 – Cornelis på Mosebacke
- 1996 – Guldkorn från Mäster Cees memoarer
- 1998 – Gömda guldkorn
- 2000 – Till sist
- 2000 – Bellman, Taube och lite galet
- 2000 – En fattig trubadur
- 2001 – Cornelis & Tre Damer på Bacchi Wapen
- 2001 – Guldkorn (En rolig jävel)
- 2001 – Guldkorn (Romantikern)
- 2001 – Guldkorn (Samhällskritikern)
- 2002 – Black girl
- 2003 – Bästa
- 2004 – Cornelis i Saltis
- 2007 – CV Det Bästa Med Cornelis Vreeswijk
- 2007 – Medborgare - Tack och Adjö

### Album utgivna i Nederländerna
- 1972 – Cornelis Vreeswijk
- 1973 – Leven en laten leven
- 1974 – Liedjes voor de Pijpendraaier en mijn Zoetelief
- 1976 – Foto's en een souvenir: Vreeswijk zingt Croce
- 1977 – Het recht om in vrede te leven
- 1978 – Het beste van Cornelis Vreeswijk
- 1982 – Ballades van de gewapende bedelaar

### Postum utgivning
- 1998 – Veronica
- 2002 – Een Hommage

### Singlar och EP-skivor utgivna i Nederländerna
- 1966 – De nozem en de non – Singel
- 1966, 1972 – De nozem en de non – EP-skiva

- 1972 – Veronica 538 – EP-skiva
- 1972 – Veronica – Singel
- 1972 – Jantjes blues – Singel
- 1973 – De bekommerde socialist – Singel
- 1974 – Ik wil't niet pikken – Singel
- 1976 – Bakker de baksteen – Singel
- 1976 – Daarom noem ik je "m'n liefste" in een lied – Singel
- 1978 – Varen Met Torline – Flexisingel
- 1982 – De Beerenburgerblues – Singel
- 1982 – Is er nog plaats in de schuilkelder? – Singel

### Postum utgivning
- 2002 – De nozem en de non – CD-singel

### Hyllningsalbum (urval)
- 1988 – Den flygande holländaren
- 1998 – Den flygande holländaren 2
- 2007 – Poem, ballader och lite blues – Återbesöket

## Filmografi
- 1965 – Salta gubbar och sextanter (från 1966: Hej du glada sommar!, sångare på nattklubb)
- 1966 – Makt och jämlikhet (kampanjfilm för SSU, sjunger Cylinderhatten)
- 1967 – Drra på – kul grej på väg till Götet (biografmaskinist)
- 1968 – Svarta palmkronor (sjömannen Kocken)
- 1969 – Beppes godnattstund (TV-serie) (röst)
- 1970 – Kyrkoherden (trubaduren)
- 1971 – Niklas och Figuren (kapten på skeppet Magnolia)
- 1974 – Rännstensungar (konstnären Johan Fahlén)
- 1982 – Ingenjör Andrées luftfärd (redaktör Lundström)
- 1984 –  Den oändliga historien (röst till Falkor)

## Teater

### Roller
| År   | Roll            | Produktion                                                                          | Regi                | Teater                   |
| ---- | --------------- | ----------------------------------------------------------------------------------- | ------------------- | ------------------------ |
| 1966 |                 | Knickedick 2 Cornelis Vreeswijk                                                     | Lia Schubert        | Lilla Teatern            |
| 1968 | Sångaren        | Den kaukasiska kritcirkeln (Der kaukasische Kreidekreis) Bertolt Brecht             | Håkan Ersgård       | Helsingborgs stadsteater |
| 1968 | Tevje           | Spelman på taket (Fiddler on the Roof) Joseph Stein, Jerry Bock och Sheldon Harnick | Pierre Fränckel     | Malmö stadsteater        |
| 1969 |                 | Kalle Perssons första krig Max Lundgren                                             | Karl Rune Johansson | Malmö stadsteater        |
| 1985 | Pontius Pilatus | Jesus Christ Superstar Andrew Lloyd-Webber och Tim Rice                             | Julie Arenal        | Göta Lejon               |

## Verk om Cornelis Vreeswijk

### Böcker om Vreeswijk
- En bok om Cornelis.. Stockholm: Ordfront. 2000. Libris 7634646. ISBN 91-7324-798-7
- Carlsson, Ulf (1996). Cornelis Vreeswijk: artist - vispoet - lyriker. Malmö: Corona. Libris 7428330. ISBN 91-564-1025-5 (inb.)
- Fridholm, Rolf (1996). Medborgare!: vänbok om Cornelis Vreeswijk (Omarb. och utök. uppl.). Göteborg: Lindelöw. Libris 7769280. ISBN 91-88144-25-9
- Fridholm, Rolf (1989). Polarn Cornelis. Göteborg: Tre böcker. Libris 7592780. ISBN 91-7029-016-4
- Fridholm, Rolf (2005). Polarn Cornelis (Omarb. och utök. uppl.). Göteborg: Lindelöw. Libris 9472246. ISBN 91-88144-79-8 (inb.)
- Guillou, Jan; Dahlström Jan Håkan (1979). Artister: intervjuer och porträtt. Stockholm: Norstedt. Libris 7152934. ISBN 91-1-791652-6 (inb.)
- Gustafson, Klas (2006). Ett bluesliv: berättelsen om Cornelis Vreeswijk. Stockholm: Leopard. Libris 10150918. ISBN 91-7343-076-5 (inb.)
- Gustafson, Klas (2007). Ett bluesliv: berättelsen om Cornelis Vreeswijk. En pocket från Leopard ([Ny utg.]). Stockholm: Leopard. Libris 10520439. ISBN 978-91-7343-199-6
- Gustafson, Klas (2013). Lyssnarens guide till Cornelis. Stockholm: Leopard Libris 14167716. ISBN 9789173434249 (inb.)
- Lindström, Eivor (2006). Saudade och melankoli: en studie av portugisisk fado och svensk vistradition särskilt belyst genom exemplet Cornelis Vreeswijk. Stockholm: Stockholms universitet, Institutionen för musik- och teatervetenskap. Libris 10184452
- Rhedin, Marita (2003). Sjuttonde balladen av Evert Taube: en studie kring olika tolkningar av en visa. Göteborg: Univ., Insitutionen för musik- och filmvetenskap. Libris 9372255
- Sparrdal, Christina (1977). Cornelis Vreeswijk: biografi, diskografi, bibliografi. Specialarbete / Bibliotekshögskolan, 0347-1128 ; 1977:182. Borås. Libris 265191
- Sändh, Bengt (2007). Cornelis i mitt minne: [8/8 1937 - 12/11 1987]. Stockholm: Big bok. Libris 10517500. ISBN 978-91-85499-32-8
- Widén, Klas (1988). Cornelis Vreeswijk: en förteckning över hans produktion med kort biografi. Stockholm. Libris 863513

### TV-program om Vreeswijk
- Dokumentären: Cornelis av SVT-journalisten Tom Alandh sändes första gången i Sveriges Television hösten 1997.
- Balladen om den flygande holländaren. TV-film av Agneta Brunius, 1986.

### Radioprogram om Vreeswijk
- Cornelis – en hyllning av Sveriges Radio-journalisten Fredrik Eliasson sändes i Sveriges Radio P4 under 2007.

### Filmer om Vreeswijk
- Filmen Cornelis (2010) handlar om hans uppväxt och liv och gjord av Amir Chamdin med musik av Cornelis och Jack Vreeswijk.
- Dokumentärfilmen Somliga går med trasiga skor om Vreeswijk hade premiär den 17 november 2023. Den regisserades av Magnus Gertten.